# Ritratto del cardinale Ludovico Trevisan
Il Ritratto del cardinale Ludovico Trevisan è un dipinto tempera su tavola (44,8x33,9 cm) di Andrea Mantegna, databile al 1459-1460 e conservato nella Gemäldegalerie di Berlino.

## Storia
L'identificazione del cardinale Ludovico Trevisan è confermata da varie copie dell'opera, come quella già nella collezione Bromley Davenport correlata del nome dell'uomo, dei suoi titoli e del suo stemma, oppure da una medaglia attribuita a Cristoforo di Geremia, o ancora da un'incisione inserita nel 1630 da J. P. Tommasini negli Illustrium virorum elogia, in cui si riporta anche come il ritratto appartenesse al padovano Francesco Leone.
Il cardinale Trevisan, poi noto anche come Scarampi Mezzarota, partecipò al concilio di Mantova nel 1459, e il ritratto venne commissionato al Mantegna quando si trovava ancora a Padova, poco prima di stabilirsi definitivamente a Mantova. 

## Descrizione e stile
Il cardinale è ritratto in una posa di tre quarti su sfondo scuro, con forti effetti di chiaroscuro che enfatizzano la volumetria della figura, facendone una sorta di busto alla romana tradotto in pittura. Lo sguardo serio e concentrato e il dettaglio delle labbra serrate sottolineano il carattere risoluto dell'uomo. Il volto è caratterizzato da un'attenta indagine fisiognomica, che registra l'età avanzata dell'uomo, senza dimenticare gli attributi del suo status sociale, indicati dalla veste, minutamente descritta anche nelle pieghette della stoffa, e nella chierica.